# Aeroportul Internațional Buffalo Niagara
Aeroportul Internațional Buffalo Niagara (IATA: BUF, ICAO: KBUF, FAA LID: BUF) este un aeroport din Cheektowaga⁠(d), Comitatul Erie, New York, New York, Statele Unite ale Americii ce deservește zona Comitatul Erie. Aeroportul a fost tranzitat în 2023 de 4.556.000 de pasageri. A fost deschis în 1926.
Situat la o altitudine de 222 m, aeroportul dispune de 2 piste.

## Infrastructură

### Piste
Aeroportul dispune de 2 piste. Pista 5/23 are suprafața de asfalt și dimensiunile 8.829 picioare × 150 picioare. Pista 14/32 are suprafața de asfalt și dimensiunile 7.161 picioare × 150 picioare. 